# Fusione a confinamento inerziale
La fusione a confinamento inerziale (in inglese Inertial confinement fusion, in breve ICF) è un processo in cui l'innesco delle reazioni di fusione nucleare (ignizione) avviene per riscaldamento e compressione di un combustibile, costituito spesso da una mistura di deuterio e trizio, tipicamente nella forma di micro-sferula solida.
L'energia per comprimere e riscaldare il combustibile viene somministrata allo strato esterno del bersaglio usando raggi di luce laser, elettroni o ioni, anche se, per una serie di motivi tecnici, quasi tutti gli ICF realizzati fino ad oggi hanno fatto uso di laser.
Il 2 ottobre 2013, presso il National Ignition Facility del Laboratorio di Livermore negli Stati Uniti viene annunciato che per la prima volta viene raggiunto il punto di pareggio con la tecnica di fusione a confinamento inerziale e quindi l'energia prodotta dalla fusione era pari a quella usata per alimentare i 192 laser che l'hanno scatenata. 
Nel 2021, i ricercatori hanno ottenuto del plasma autoalimentante per alcuni nanosecondi, verificando che gli ioni del plasma possedevano un'energia maggiore di quella predetta dai modelli teorici.

Il 5 dicembre 2022 un gruppo di ricercatori della National Ignition Facility presso il Laboratorio di Livermore ha realizzato per la prima volta una fusione a confinamento inerziale con bilancio energetico positivo, i 2,05 MJ forniti al target hanno infatti generato 3,15 MJ di energia. Per alimentare i 192 laser, tuttavia sono serviti 300 MJ di energia. Il bilancio energetico complessivo quindi è stato estremamente negativo.  I risultati della ricerca sono stati ufficialmente annunciati il 13 dicembre 2022 a Washington.